# Nino Salukvadze
Nino Salukvadze (gruzinsko ნინო სალუქვაძე), gruzijska športna strelka, * 1. februar 1969, Tbilisi.
Nino Salukvadze je osemkratna olimpijka in je trikrat osvojila medaljo. Je prva ženska, ki bo tekmovala na devetih olimpijskih igrah. Pri 19 letih, ko je tekmovala za Sovjetsko zvezo na poletnih olimpijskih igrah leta 1988, je osvojila zlato medaljo v streljanju s pištolo na razdalji 25 m za ženske in srebrno z zračno pištolo 10 m za ženske. Na poletnih olimpijskih igrah leta 2008, ko je tekmovala za Gruzijo, je dodala bronasto medaljo, prav tako z zračno pištolo 10 m. 

## Olimpijski rezultati
| 1988 Seul           | 1. (591+99)     | 2. mesto (390+97,9)  |
| 1992 Barcelona      | 5. (583+93)     | 10. (380)            |
| 1996 Atlanta        | 7. (586+91,6)   | 5. mesto (385+99,0)  |
| 2000 Sydney         | 11. mesto (579) | 25. (376)            |
| 2004 Atene          | 8. (580+98,3)   | 10. (382)            |
| 2008 Peking         | 16. (580)       | 3. mesto (386+101,4) |
| 2012 London         | 15. (581)       | 33. (376)            |
| 2016 Rio de Janeiro | 6. (584+14)     | 34. mesto (377)      |

## Poletne olimpijske igre leta 2008
Gruzija in Rusija sta bili v vojni, ko je Salukvadzejeva tekmovala na poletnih olimpijskih iger leta 2008 z zračno pištolo (10 m) z rusko strelko Natalijo Paderino. Potem ko je Salukvadzejeva osvojila bron, ruska strelka Natalija Paderina pa srebro, sta se na zmagovalnih stopnicah ne glede na sovražnosti na jugu Kavkaza pri podelitvi odličij v Pekingu prisrčno objeli in poljubili.

## Poletne olimpijske igre leta 2016
Gruzijski strelki Nino Salukvadze, ki je s 47 leti nastopila na svojih osmih olimpijskih igrah (Poletne olimpijske igre 2016), se je v Riu prvič pridružil tudi njen 18-letni sin Cotne Mačavariani, prav tako strelec. To je prvič v zgodovini, da sta na istih olimpijskih igrah nastopila mati in sin.